# وهم دوكينز؟ (كتاب)
وهم دوكنز؟ الأصولية الإلحادية وإنكار الألوهية كتاب من تأليف اللاهوني ليستر ماكغراث مع عالم النفس جوانا كوليكوت ماكغراث. ويطرح وجهة نظر مسيحية ترد على الحجج التي طرحت في كتاب وهم الإله لريتشارد دوكنز. طبع الكتاب في المملكة المتحدة في كانون الثاني 2007 من قبل جمعية تعزيز المعرفة المسيحية. وطبع في والايات المتحدة في يوليو 2007.

## خلاصة الكتاب
ينتقد ماكغراث دوكنز بما رأه في كتابه من «الاعتقاد الدوغمائي» بخصوص «الأصولية الدينية التي ترفض بالسماح بتفحص الأفكار أو معارضتها»
ويعترض على تأكيد المؤلف على فكرة أن الإيمان هو انحراف مراهقين، ويجادل بأن الأشخاص العقلاء الكثر الذين اختاروا اعتناق الدين وهم بالغين. وذكر مثالين هما؛ تجربته الشخصية فقد كان ملحدًا من قبل، وتجربة أنطوني فلو.
ويشترك ليستر مع دوكنز في رفض حجة الساعة لويليام بالي على أنها غير دقيقة، وللتعبير عن موقفه الحقيقي من التعقيد غير القابل للاختزال نجد أنه ينقل عن ريتشارد سوينبورن وذكر أن قدرة العلم على التفسير تحتاج نفسها إلى تفسير وأن التفسير الأكثر اقتصادية والأعلى اعتمادًا هو التفسير بفكرة الإله التوحيدي. وفي رده على النقد المطول لدوكينز لكتاب البراهين الخمسة لتوما الأكويني، واعتبر ليستر أنها كانت استعراضًا لمجموعة اعتقادات متماسكة منطقية ولم تعرض بصيغة براهين غير قابلة للدحض. وتطرق ليستر مسألة التعارض بين العلم والدين، وذكر موقف ستفين جولد عن مفهوم المجالين غير المتداخلين Non-overlapping magisteria كدليل على أن نظرية التطور تتوافق مع الإيمان كما تتوافق مع الإلحاد، وإن طرح المفهوم معدلا على أنهما مجالين متداخلين جزئيًا. وذكر أن العلم والإيمان متعايشان وذكر مثالين عن علماء مؤمنين فرانسيس كولينز (آمن بعد إلحاد)، وأوين غينغريتش ومثال متعاطف مع الإيمان مثل بول دافيس (لاأدري لكنه يميل الفكر الديني).
وينتقد ليستر ما ذكره دوكنز عن التطور الديني أو وصفه بأنه فيروس من الميميات. وتفحص استخدام وكينز لمثال إبريق رسل ولنظريته عن الميمات. وانتقد اعتماده على مؤلف سير جيمس فريزر في الأنثروبولجي لأنه من الكتابات القديمة التي لم يعد يصلح الاعتماد عليها، وكذلك انتقد الضعف الذي عند دوكينز في علم النفس مما يحرمه من إمكانية تقدير قضية الإيمان بداية.
أما فيما يخص وصف دوكنز لإله الكتاب المقدس بالوحشية ووصفه بأشنع الصفات فأجاب ليستر أنه لا يؤمن بهذا الذي يصفه ولا يعتقد أن أحد يؤمن بمثل هذا الإله كما صوره. ويتجاهل ما نقله دوكينز من العهد القديم ويجلب بالمقابل منقولات من العهد الجديد كونها تعبر بشكل أفضل عن السماحة في الدين وأنه المتعرض للاضطهاد وليس المضطهد. ثم يقول أنه يوافق دوكينز بضرورة فحص الأديان ووجود معيار خارجي لتفحص نصوصها ولكنه أخطأ عندما اقتبس النصوص ولم ينتبه إلى بعض المعاني المجازية فيها. وختم كتابه بالإشارة إلى أن الإيمان يستعيد قوته في العالم مما يجعل كتاب وهم الإله عبارة عن استجابة عاطفية خائفة وليس كتاب ذو قيمة معرفية.